# New Boston (Teksas)
New Boston – miasto w Stanach Zjednoczonych, w stanie Teksas, w hrabstwie Bowie.